# 65091 Saramagrin
65091 Saramagrin è un asteroide della fascia principale. Scoperto nel 2002, presenta un'orbita caratterizzata da un semiasse maggiore pari a 2,3676022 UA e da un'eccentricità di 0,0782157, inclinata di 7,22696° rispetto all'eclittica.
L'asteroide è dedicato alla ricercatrice italiana Sara Magrin.